# Maxomys musschenbroekii
Il ratto spinoso sulawesiano di Musschenbroek (Maxomys musschenbroekii  Jentink, 1878) è un roditore della famiglia dei Muridi, endemico dell'isola di Sulawesi.

## Descrizione

### Dimensioni
Roditore di piccole dimensioni, con lunghezza della testa e del corpo tra 115 e 158 mm, la lunghezza della coda tra 112 e 148 mm, la lunghezza del piede tra 30 e 38 mm e la lunghezza delle orecchie tra 16 e 22 mm.

### Aspetto
La pelliccia è corta, soffice, densa e poco spinosa. Le parti superiori sono castane, mentre le parti ventrali, le guance e la gola sono bianche. Le orecchie sono arrotondate, allungate e prive di peli. Le vibrisse sono corte, scure e con la punta bianca. La coda è più corta della testa e del corpo, ed è ricoperta finemente di peli. Le femmine hanno un paio di mammelle pettorali, un paio post-ascellari e due paia inguinali. Il cariotipo è 2n=36 FN=59-60.

## Biologia

### Comportamento
È una specie terricola.

### Alimentazione
Si nutre di frutta, insetti e lumache.

## Distribuzione e habitat
Questa specie è diffusa sull'Isola di Sulawesi.
Vive in diversi tipi di foreste, dalle coste fino alle cime montane, anche in quelle secondarie.

## Conservazione
La IUCN Red List, considerato il vasto areale, la presenza in diverse aree protette, la tolleranza al degrado del proprio habitat e l'adattamento alla presenza umana, classifica M.musschenbroekii come specie a rischio minimo (Least Concern).